# Smilodon gracilis
Smilodon gracilis – pierwszy gatunek zaliczony do tego rodzaju. Pojawił się ok. 2,5 miliona lat temu, zasiedlał wschodnie obszary kontynentu północnoamerykańskiego. Wywodził się prawdopodobnie od innego kota szablastozębnego – megantereona. Smilodon gracilis był najmniejszym i nalżej zbudowanym z trzech poznanych dotychczas gatunków smilodonów. Wielkością był zbliżony do lamparta Panthera pardus, ale był znacznie bardziej od niego masywny i cięższy, osiągając wagę ok. 100 kg. Po połączeniu obu kontynentów amerykańskich, Smilodon gracilis zasiedlił tereny Ameryki Południowej. Od niego wywodzi się największy z opisanych smilodontów – Smilodon populator.